# تغییر رنگ انحلالی
تغییر رنگ انحلالی یا حلال‌رنگی(به انگلیسی: solvatochromism) پدیده ای است که در آن رنگ ایجاد شده توسط یک حل شونده یکسان هنگام انحلال در حلالهای مختلف متفاوت است.

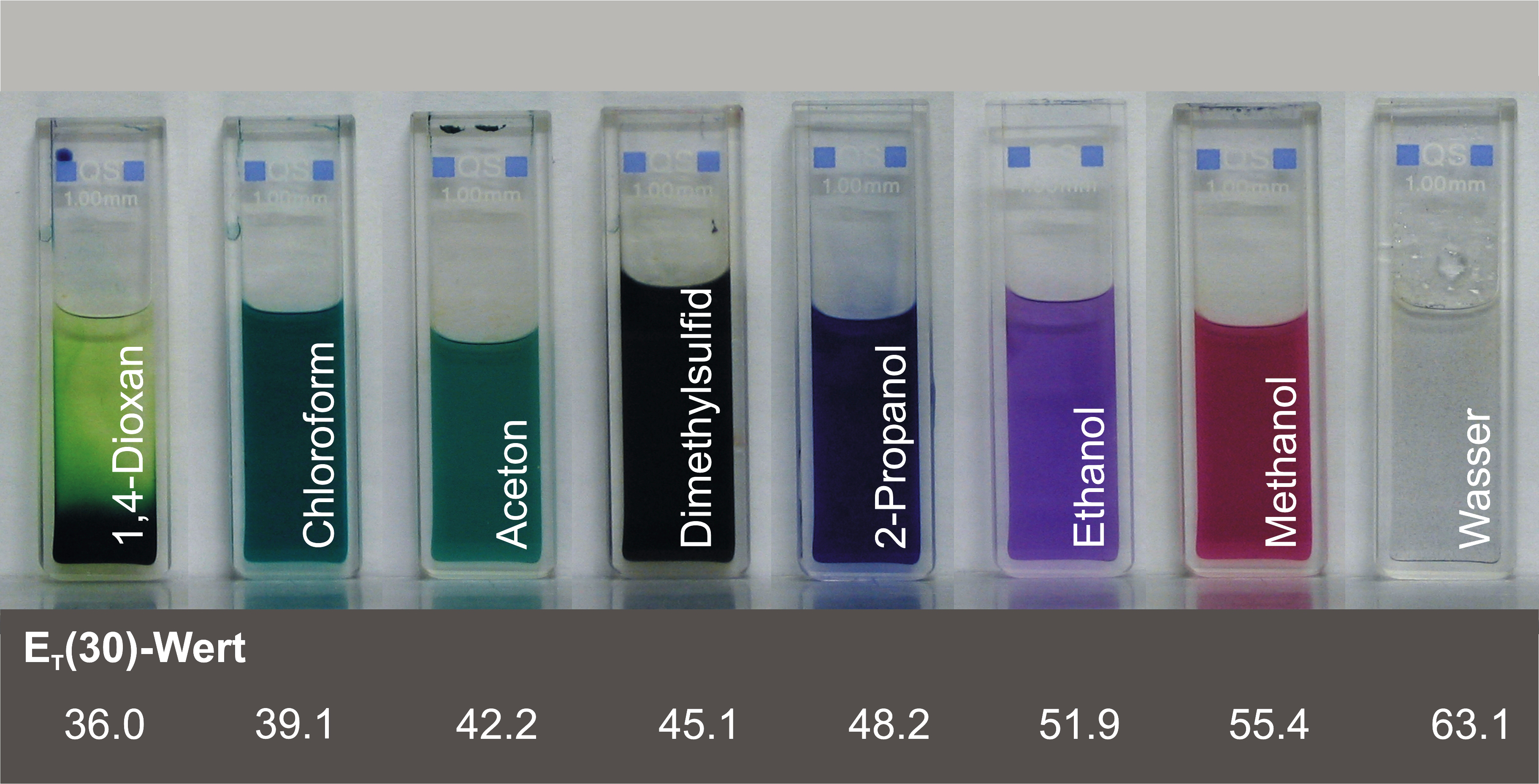
مثالی از تفاوت رنگ نوعی رنگ (رزانه ریکارت) پس از انحلال در حلال‌های مختلف. (متانول (قرمز)، اتانول (بنفش) و …)

اثر سلواتوکرومیک، پدیده ای است که طیف ساطع شده توسط ماده حل شونده بعد از انحلال در حلال‌های‌های متفاوت تغییر می‌کند. در این زمینه، ثابت دی الکتریک و ظرفیت پیوند هیدروژنی، مهمترین خواص ماده حلال هستند. حلال‌های مختلف تاثیرهای متفاوتی روی حالت پایه و برانگیخته الکترون‌های ماده حل شونده دارند؛ بنابراین فاصله بین لایه‌های پایه برای حضور الکترون و لایه‌های برانگیخته متفاوت خواهند بود و این موضوع اساس تغییر طیف مسطح از محلول (به دلیل تفاوت در شدت، موقعیت و طول موج امواج) است. درضمن فقط هنگامی می‌توانیم رنگ‌ها را ببینیم که طول موج ساطع شده از حلال در ناحیه دید انسان (حدود ۴۰۰ تا ۷۵۰ نانومتر) بوده و فاصله بین لایه برانگیخته و پایه از حدی بیشتر یا کمتر نباشد.
سلواتوکرومیسم منفی مربوط به یک تغییر هیپسوکرومیک (یا گذر به آبی) با افزایش قطبیت حلال است. برای مثال می‌توان به انحلال 4-(4′-hydroxystyryl)-N-methylpyridinium iodide اشاره کرد که پس از انحلال در آب به رنگ زرد و در ۱-پرویانول به رنگ نارنجی در می‌آید.
سلواتوکرومیسم مثبت مربوط به یک تغییر باتوکرومیک (یا گذر به قرمز) با افزایش قطبیت حلال است. برای مثال می‌توان به انحلال 4,4'-bis(dimethylamino)fuchsone اشاره کرد که در تولوئن نارنجی و در استون قرمز است.
ارزش اصلی مفهوم سلواتوکرومیسم در پیش‌بینی رنگ محلول هاست. در اصل می‌توان از این پدیده در حسگرها و الکترونیک مولکولی استفاده کرد. همچنین می‌توان از این پدیده برای پیش‌بینی بسیاری از خواص و پارامترهای حلال‌ها و تعیین حلال مناسب برای اپلیکیشن‌ها و کاربردهای مختلف دیگر استفاده کرد.
سلواتوکرومیسم فلورسانس نانولوله‌های کربنی برای استفاده در حسگرهای نوری شناسایی و استفاده می‌شوند. در چنین کاربردی طول موج فلورسانس لوله‌های کربنی برای شناسایی آسان مواد منفجره مورد استفاده قرار می‌گیرند.